# Västgötaklimax
Ett västgötaklimax är en retorisk stegring som abrupt avslutas med ett antiklimax.
En typisk sådan skildras i Olle Adolphsons Slagsmålet på Tegelbacken, där kontrahenterna föresatt sig att ta rättvisan i egna händer  men finner modet svikta i det avgörande ögonblicket varpå de slokörat lommar hem.

De var grabbarna från Eken det var grabbar med kulör,

det var grabbarna som var på ett sjuhelvetes humör,

och med knogjärn och med påkar

och med blodet rött och hett,

de gick till Tegelbacken för att skipa rätt.

Dom stod vid Tegelbacken, dom stod där man mot man

i månens bleka sken, men ingen vågade sig fram.

I fyra timmar hötte dom och skrek från varsin gränd

och se'n vände dom på klacken och gick hem!

Värt att notera är att Adolphson i texten nyttjat en västgötaklimax som en humoristisk antiklimax.
Uttrycket härstammar enligt Catharina Grünbaum från västgötaknallarnas köpslående – från att först ha sökt att höja priset till att ta ett kraftigt prutat anbud. Ordet är belagt i svenska språket sedan 1848.